# Kanton Chaumont-1
Der Kanton Chaumont-1 ist seit 2015 ein französischer Wahlkreis im Arrondissement Chaumont, im Département Haute-Marne und in der Region Grand Est, sein Hauptort ist Chaumont.

## Geschichte
Der Kanton wurde am 22. März 2015 im Rahmen der Neugliederung der Kantone neu geschaffen. Seine Gemeinden gehörten bis 2015 zu den Kantonen Chaumont-Nord (6 der 8 Gemeinden) und nördlichen Vierteln der Stadt Chaumont.

## Gemeinden
Der Kanton besteht aus sieben Gemeinden und Teilgemeinden mit insgesamt 10.306 Einwohnern (Stand: 1. Januar 2022) auf einer Gesamtfläche von 101,08 km²:
| Gemeinde          | Einwohner 1. Januar 2022 | Fläche km² | Dichte Einw./km² | Code INSEE | Postleitzahl |
| ----------------- | ------------------------ | ---------- | ---------------- | ---------- | ------------ |
| Brethenay         | 391                      | 8,84       | 44               | 52072      | 52000        |
| Chaumont          | 7.737                    | 23,01      | 336              | 52121      | 52000        |
| Condes            | 293                      | 5,08       | 58               | 52141      | 52000        |
| Euffigneix        | 299                      | 9,00       | 33               | 52193      | 52000        |
| Jonchery          | 960                      | 28,98      | 33               | 52251      | 52000        |
| Riaucourt         | 409                      | 10,71      | 38               | 52421      | 52000        |
| Treix             | 217                      | 15,46      | 14               | 52494      | 52000        |
| Kanton Chaumont-1 | 10.306                   | 101,08     | 102              | 5205       | –            |

1. ↑   Nur der nördliche Teil der Gemeinde, der Rest verteilt sich auf die Kantone Chaumont-2 und Chaumont-3.

## Politik
Im 1. Wahlgang am 22. März 2015 erreichte keines der drei Kandidatenpaare die absolute Mehrheit. Bei der Stichwahl am 29. März 2015 gewann das Gespann Karine Colombo/Gérard Groslambert (beide DVD) gegen Éric Thomas/Éloïse Venancio (beide PS) mit einem Stimmenanteil von 65,16 % (Wahlbeteiligung:46,97 %).
| Vertreter im Departementrat des Départements | Vertreter im Departementrat des Départements | Vertreter im Departementrat des Départements |
| Amtszeit                                     | Name                                         | Partei                                       |
| -------------------------------------------- | -------------------------------------------- | -------------------------------------------- |
| 2015–2021                                    | Karine Colombo Gérard Groslambert            | DVD                                          |
| 2021–                                        | Karine Colombo Gérard Groslambert            | DVD                                          |